# Dimos Istiaia-Aidipsos
Dimos Istiaia-Aidipsos är en kommun i Grekland.   Den ligger i prefekturen Nomós Evvoías och regionen Grekiska fastlandet, i den centrala delen av landet, 120 km norr om huvudstaden Aten. Antalet invånare är 22 132. Arean är 506 kvadratkilometer. Dimos Istiaia-Aidipsos ligger på ön Euboia.
Terrängen i Dimos Istiaia-Aidipsos är huvudsakligen kuperad, men söderut är den bergig.